# Veliš (Berg)
Der Veliš (deutsch Welisch) ist ein 429 m hoher Basaltberg bei Podhradí im tschechischen Okres Jičín, südwestlich der Stadt Jičín. Auf dem Gipfel, der eine gute Rundsicht auf die umliegende Gegend bietet, befindet sich eine Burgruine.

## Geschichte

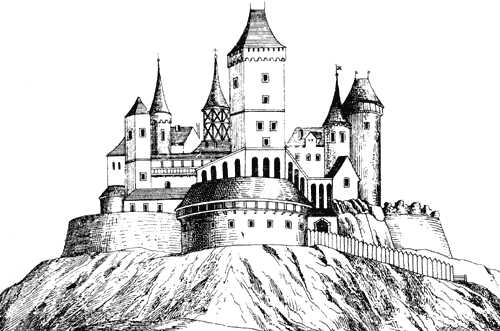
Burg Veliš um 1650

Die königliche Burg Weliss entstand wahrscheinlich um 1300. Erstmals urkundlich belegt wurde sie 1316 durch Johann von Luxemburg, der sie an Půta von Friedland verpfändete. 1327 wurde das Pfand an die Wartenberger weitergereicht, die die Burg 1337 als erblichen Besitz erhielten.
1452 kaufte Georg von Podiebrad die Burg und 1487 wurde Mikuláš Trčka von Lípa Besitzer von Veliš. Zwischen 1593 und 1596 erfolgte ein Umbau im spätgotischen Stil. Nach der Schlacht am Weißen Berg erwarb Albrecht von Waldstein die Burg und beabsichtigte dort ein Kloster zu errichten. Während des Dreißigjährigen Krieges belagerten die Schweden erfolglos die Burg. Auf Anordnung von Kaiser Leopold I. wurde die Burg Veliš 1658 geschleift.

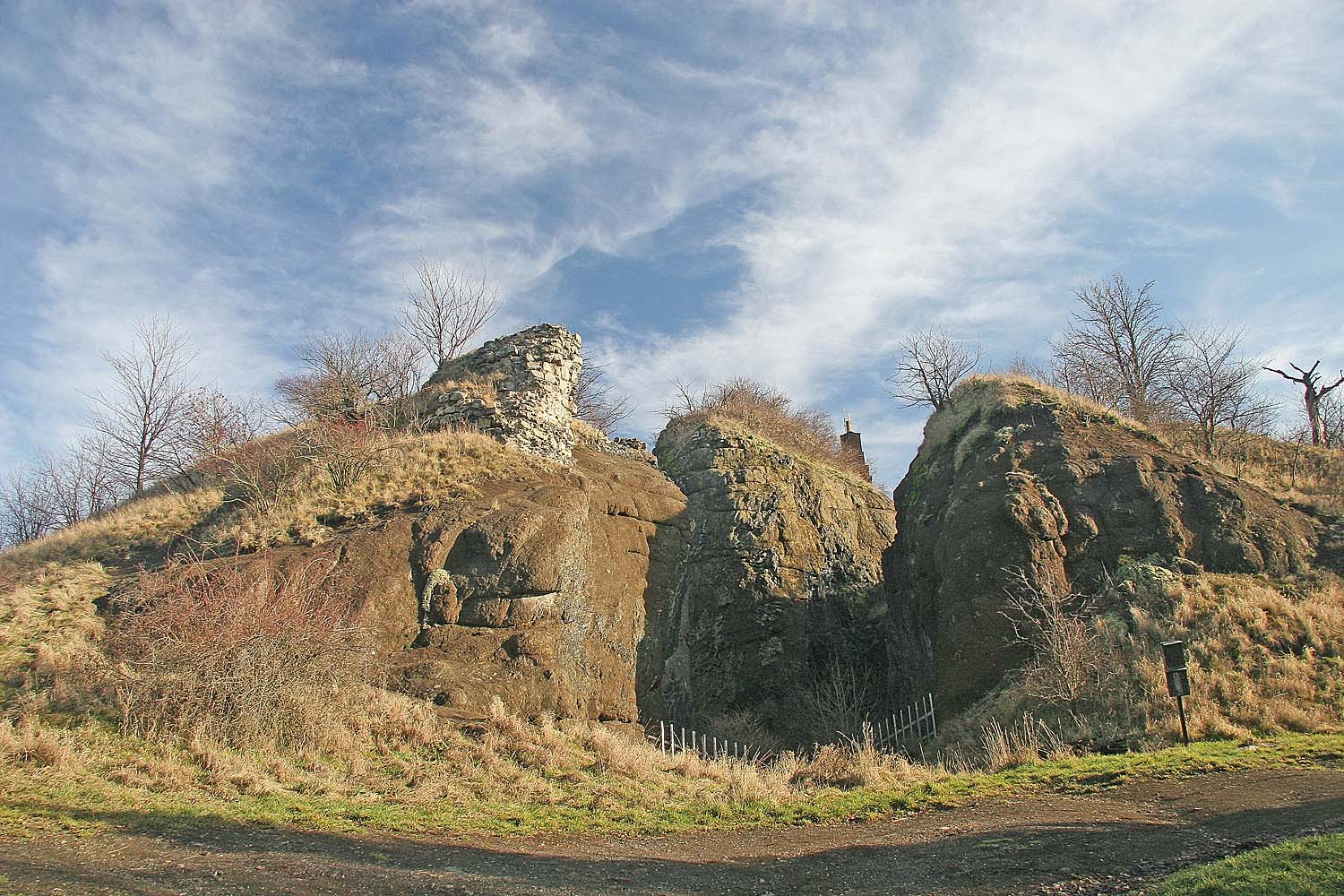
Reste der Burg Veliš

Die Bewohner von Podhradí nutzten die Ruine zur Gewinnung von Baumaterial. 1768 erfolgten größere Abbrüche für den Schlossbau in Milíčeves. Im 19. Jahrhundert erfolgte auf dem Burghügel die Anlegung eines Basaltsteinbruches, durch den bis zu seiner Einstellung im Jahre 1879 die Bergkuppe einschließlich der Ruine fast vollständig abgetragen wurde.
Lediglich einige Mauerreste und Teile der Artilleriebefestigungen der einst stattlichen Burg blieben erhalten. Das 1942 auf dem Gipfel des Berges errichtete Türmchen aus Ziegelmauerwerk dient heute der Telekommunikation.
1998 wurde der Berg zusammen mit der St.-Wenzels-Kirche in Veliš, dem Barockschloss Vokšice, der Kapelle Andělíček sowie der Loreta der Jungfrau Maria zur Denkmalschutzzone erklärt.